# Tamanu

Vruchten van de Calophyllum inophyllum

Tamanu is een dikke donkergroene olie, geperst uit de zaden van de vrucht van de Calophyllum inophyllum of Calophyllum tacamahaca. De olie is afkomstig uit Polynesië, waar ze nog steeds een belangrijke culturele rol speelt. De olie bestaat uit 38% linolzuur, 34% oliezuur, 13% stearinezuur en 12% palmitinezuur.

## Gebruik
Op het eiland Tahiti werd de olie als een heilige gift uit de natuur gezien. Tahitiaanse vrouwen wrijven hun lichaam en gezicht ermee in om hun huid te hydrateren. Verder wordt de olie ook gebruikt ter bescherming tegen zonnebrand.